# ジェレマイア・ケイン
ジェレミア・ケイン（JEREMIAH KANE）は、2017年にポズナンで結成されたポーランドのシンセ・メタルバンドで、もともとはシンセウェイヴを演奏していた。2022年にリリースされた最新アルバム「Ronin」は、エレクトロニック・ミュージックからシンセ・メタルへのスタイル転換を表現している。現在のメンバーは、リズム・ギターのジェレミア・ケイン、リード・ギターのテオ・ケイン、ベースのクリス・ケイン、ドラマーのジェイコブ・ケインである。
これまでに3枚のフル・スタジオアルバム、1枚のEP、数々のシングルをリリースし、音楽評論家やオーディエンスから高い評価を得ている。

## 概要
JEREMIAH KANEは2017年にJeremiah Kaneを中心に結成され、当初はソロ・シンセウェイヴ・プロジェクトとして活動していた。2017年05月25日に 「Neoangeles」EPをリリースし、その直後の2017年11月15日にフルアルバム「The New Dawn」をリリース。
「All or Nothing」と名付けられたセカンド・アルバムは、2018年10月25日にプロジェクトの元リード・ギタリスト、ヴィンシー・ケインとの協力でリリースされた。
彼は当初、ニュー・アルバムのギターパートをレコーディングするためにプロジェクトに参加したが、数年後に脱退するまで、ライブ・パフォーマンスとともに活発なメンバーであり続けた。2019年、そのデュオはチェコ、ウクライナ、ハンガリー、ドイツ、スロバキア、ベルギーといった国々を訪れ、ヨーロッパの数多くの会場で最新作のプロモーションに注力した。
2020年、バンドはベース奏者のクリス・ケインと手を組み、音楽プロデューサーのクリスティアン・"コール"・コールマンスレーナー（Electric Callboy,、Powerwolf、Hämatomなどのバンドとの仕事で知られる）とのコラボレーションを発表し、今後の楽曲制作に取り組むことになった。この協力により、シングル 「Never Back Down」を2020年3月6日に、「Specter」を2020年8月7日にリリースした。同年10月30日には、BlazerJacketによる「Never Back Down」のリミックスをリリースした。
2021年、バンドはドイツの音楽レーベルNoCut Entertainmentとの契約を発表し、ポーランドのボルクフで開催されたCastle Party Festivalのスモールステージに出演した。
2022年、バンドはNoCut Entertainmentレーベルから次のアルバム「Ronin」をリリース。ドラマーのジェイコブ・ケインが加わり、バンドは最新作のプロモーションのために小規模なツアーを行った。ジェレミイア・ケインはPyrkon festival、Copernicon、そして Castle Partyのメイン・ステージに出演し、デビューを成功させた後、再び招待された。
2023年初頭、リード・ギタリストのヴィンシー・ケインが個人的な理由でバンドを脱退し、テオ・ケインが後任となった。この新しいラインナップで、バンドはポーランド、ドイツ、チェコ、ハンガリーを回る大規模なツアーに出発した。バンドは、Alestorm、Escape The Fate、花冷え。といったバンドのサポート・ライブを行う機会を得た。観客の投票のおかげで、バンドはPyrkon festivalで再び演奏することができた。2024年4月19日に、ボーカリストのレオ・イワサキをフューチャーし、ジェレミア・ケインの最新曲「THE END」がリリースされた。

## バンドメンバー

### 現在のメンバー
- ジェレミア - ギター、シンセサイザー、プログラミング（2017年 - 現在）
- テオ - ギター、シンセサイザー、プログラミング（2023年 - 現在）
- クリス - ベース（2020年 - 現在）
- ジェイコブ - ドラム（2021年 - 現在）

### 過去のメンバー
- ヴインシー - リードギター（2018年 - 2023年）

## ディスコグラフィ

### アルバム
- 「THE NEW DAWN」（2017年11月、自主リリース）
- 「ALL OR NOTHING」（2018年10月、自主リリース）
- 「RONIN」（2022年9月、NoCut Entertainment）

### EP
- 「NEOANGELES」（2017年5月、自主リリース）

### シングル
- 「The Future Past」（2017年7月、自主リリース）
- 「Never Back Down」（2020年3月、自主リリース）
- 「Specter」（2020年8月、自主リリース）
- 「Never Back Down (BlazerJacket Remix)」（2020年10月、自主リリース）
- 「Wild Child (ft. Julian Larre)」（2022年4月、NoCut Entertainment）
- 「The Night is Ours」（2022年5月、NoCut Entertainment）
- 「Wangan Devil」（2022年6月、NoCut Entertainment）
- 「Way of the Ronin (ft. Alen Ljubic)」（2022年7月、NoCut Entertainment）
- 「Lights Out」（2022年8月、NoCut Entertainment）